# Morton (Washington)
Morton is een plaats (city) in de Amerikaanse staat Washington, en valt bestuurlijk gezien onder Lewis County.

## Demografie
Bij de volkstelling in 2000 werd het aantal inwoners vastgesteld op 1045.
In 2006 is het aantal inwoners door het United States Census Bureau geschat op 1095, een stijging van 50 (4,8%).

## Geografie
Volgens het United States Census Bureau beslaat de plaats een oppervlakte van
2,7 km², geheel bestaande uit land. Morton ligt op ongeveer 238 m boven zeeniveau.

## Plaatsen in de nabije omgeving
De onderstaande figuur toont nabijgelegen plaatsen in een straal van 36 km rond Morton.